# 古斯塔夫·施瓦布

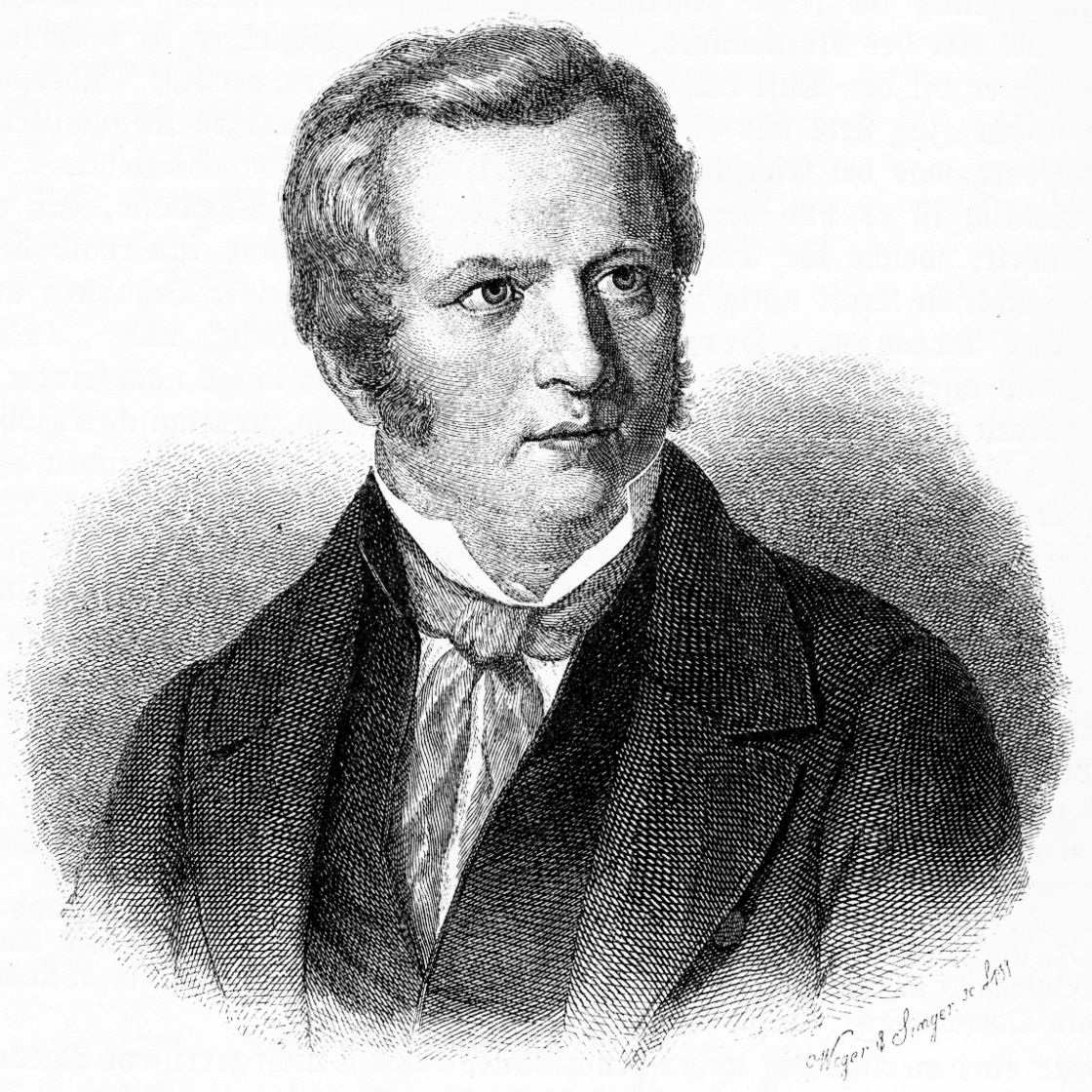
古斯塔夫·施瓦布

古斯塔夫·施瓦布（ (一部分译作古斯塔夫·斯威布)，1792年6月19日—1850年11月4日），是德国著名的浪漫主义代表性诗人与作家。
施瓦布出生于德国斯图加特，1809年至1814年间就读于著名的图宾根大学神学院（Tübinger Stift）攻读神学与哲学，毕业后做过短期间的牧师，后来又从事教师工作。在他的教师生涯中，他培养出了席勒等著名文学家，并结识了歌德、乌兰德、威廉·豪夫等德国伟大作家。他的创作主要是诗歌、民谣以及编纂德国民间故事，博得他名声的最有影响力的作品就是1840年出版的《古代最美的传说》（Die schönsten Sagen des klassischen Altertums），该作分为三卷，囊括了希腊神话在后世广为流传的故事体系，主要由阿耳戈船英雄传说、特洛伊传说以及俄底修斯传说这三个重要部分构成，成为了现代关于古希腊神话传说最备受欢迎的文学读物，它被翻译为很多语言，中文版在上世纪50年代由楚图南根据该书的英译本翻译后首次出版，其译名为《希腊的神话和传说》，新译本的译名为《古希腊神话与传说》等。此外施瓦布编辑出版的作品还有五卷本的《德国诗歌》和为少年和老年人编辑的读物《德国民间故事书》等。

## 资料参考
- 《古希腊神话与传说》新译本后记